# James Barker (Politiker)
James Barker junior (* 1623 in Harwich, England; † 1702 in Newport, Rhode Island) war ein englischer Politiker. Er war Vizegouverneur der Colony of Rhode Island and Providence Plantations.

## Werdegang
James Barker junior, Sohn von James Barker senior, wurde während der Regierungszeit von Jakob I. in Essex geboren. Über seine Jugendjahre ist nichts bekannt. Er segelte mit seinem Vater nach Neuengland. Sein Vater verstarb auf der Reise. Auf dem Schiff war auch der zukünftige Kolonialgouverneur von Rhode Island, Nicholas Easton. Barker kam nach dem Tod seines Vaters unter die Obhut seiner Tante, Christianna Beecher, welche Easton heiratete. Easton brachte sie und Barker nach Newport. Als Erwachsener verfolgte Barker eine öffentliche Laufbahn. Er hielt die Positionen als Kommissar, Assistant und Abgeordneter über einen Zeitraum von vielen Jahren. In der Königlichen Satzung von 1663, welche die Grundlage für die Regierung von Rhode Island für beinahe zwei Jahrhunderte war, wurde er als einer der zehn Assistant (Magistraten) in der Kolonie genannt. Während King Philip’s War wurde 1676 abgestimmt, dass der Rat aus den klügsten Bewohnern der Kolonie bestehen sollte und dass diese Leute in der nächsten Session der General Assembly sitzen sollten. Barker war einer von den 16 Männern, die für den Rat ausgesucht wurden. 1678 wurde er zum Vizegouverneur gewählt. Er diente unter den Kolonialgouverneuren Benedict Arnold, William Coddington und John Cranston. Die beiden zuerst genannten verstarben 1678 in ihrem Amt. Barker war ein Baptistenprediger. Er heiratete Barbara Dungan, die älteste Tochter von Frances und William Dungan.